# Neogoezia planipetala
Neogoezia planipetala är en flockblommig växtart som först beskrevs av William Botting Hemsley, och fick sitt nu gällande namn av William Botting Hemsley. Neogoezia planipetala ingår i släktet Neogoezia och familjen flockblommiga växter. Inga underarter finns listade i Catalogue of Life.